# Levin Hermann Otto von Düring
Levin Hermann Otto von Düring (* 14. März 1769 auf Ruschbaden; † 23. April 1838 in Stargard in Pommern) war ein preußischer Generalmajor.

## Leben

### Herkunft
Er entstammt dem alten bremisch-braunschweigischem Adelsgeschlecht von Düring. Angehörige der Familie kämpften für Schweden, Dänemark und Preußen. Seine Eltern waren der Hofgerichtsassessor und Erbherr auf Ruschbaden Johann Wilhelm Friedrich von Düring (* 28. Juli 1736; † 7. August 1804) und dessen Ehefrau Klara Margarethe, geborene von Lingen (* 1745; † 21. Februar 1789).

### Militärkarriere
Düring kam 1786 als Gefreitenkorporal in das Infanterieregiment „Jung-Woldeck“ der Preußischen Armee und avancierte bis Ende Juli 1787 zum Fähnrich. Als solcher nahm er am Feldzug in Holland teil und konnte sich im Gefecht bei Amstelveen auszeichnen. Am 26. März 1791 wurde er zum Sekondeleutnant befördert. Düring kämpfte im anschließenden Ersten Koalitionskrieg in der Schlacht bei Pirmasens, der Kanonade bei Valmy sowie den Gefechten bei Deidesheim, am Kettricher Hof, bei Frankenthal, am Schätzel Weißenburg und dem Sturm auf Bitsch. Dabei wurde er in Frankenthal und am Schätzel verwundet.
Am 13. August 1797 stieg Düring zum Premierleutnant und am 7. Januar 1805 zum Stabskapitän auf. Im Vierten Koalitionskrieg geriet er mit der Kapitulation der Festung Hameln in Gefangenschaft und wurde inaktiv gestellt.
Am 4. Januar 1812 kam Düring als Kapitän zur Armee und wurde am 6. Februar 1813 zur Gendarmerie versetzt. Im Vorfeld der Befreiungskriege wurde er zum Major befördert und kam als Bataillonsführer in das 1. Neumärkische Landwehr-Infanterie-Regiment. Er kämpfte in den Schlachten bei Großbeeren, Dennewitz, Leipzig, Laon sowie den Sturm auf Arnheim und den Gefechten bei Hoogstaten, Antwerpen und den Belagerungen von Wittenberg und Soissons. Für Dennewitz wurde Düring mit dem Eisernen Kreuz II. Klasse sowie am 23. März 1815 mit dem Orden der Heiligen Anna II. Klasse ausgezeichnet. Zudem wurde er am 2. April 1815 zum Kommandeur des 1. Neumärkischen Landwehr-Regiments ernannt und in dieser Stellung am 3. Oktober 1815 zum Oberstleutnant befördert. Vom 27. Februar 1816 bis zum 4. Juni 1818 gehörte Düring dem besoldeten Stamm des 2. Frankfurter Landwehr-Regiments an. Anschließend folgte seine Versetzung als Kommandeur in das 14. Infanterie-Regiment. Dort wurde er am 30. März 1821 zum Oberst befördert. Am 27. März 1831 erhielt Düring seinen Abschied mit dem Charakter eines Generalmajors und der gesetzlichen Pension. Er starb am 23. April 1838 in Stargard in Pommern.

### Familie
Düring heiratete am 9. Juni 1796 in Minden Maria Klara Anna Gertrudis Vehring (* 10. August 1766; † 6. November 1847), die zweite Tochter des österreichischen Oberstabschirurgen Henricus Vehring. Das Paar hatte mehrere Kinder, darunter:
- Maria Johanna Bernhardine Clementine Henriette (* 3. Dezember 1798)
- Friedrich Karl Anton Heinrich Adolf Wilhelm (* 19. März 1803; † 7. Mai 1852) ⚭	Emma Adelaide Krause (* 15. November 1808; † 24. November 1857)